# Chukudu

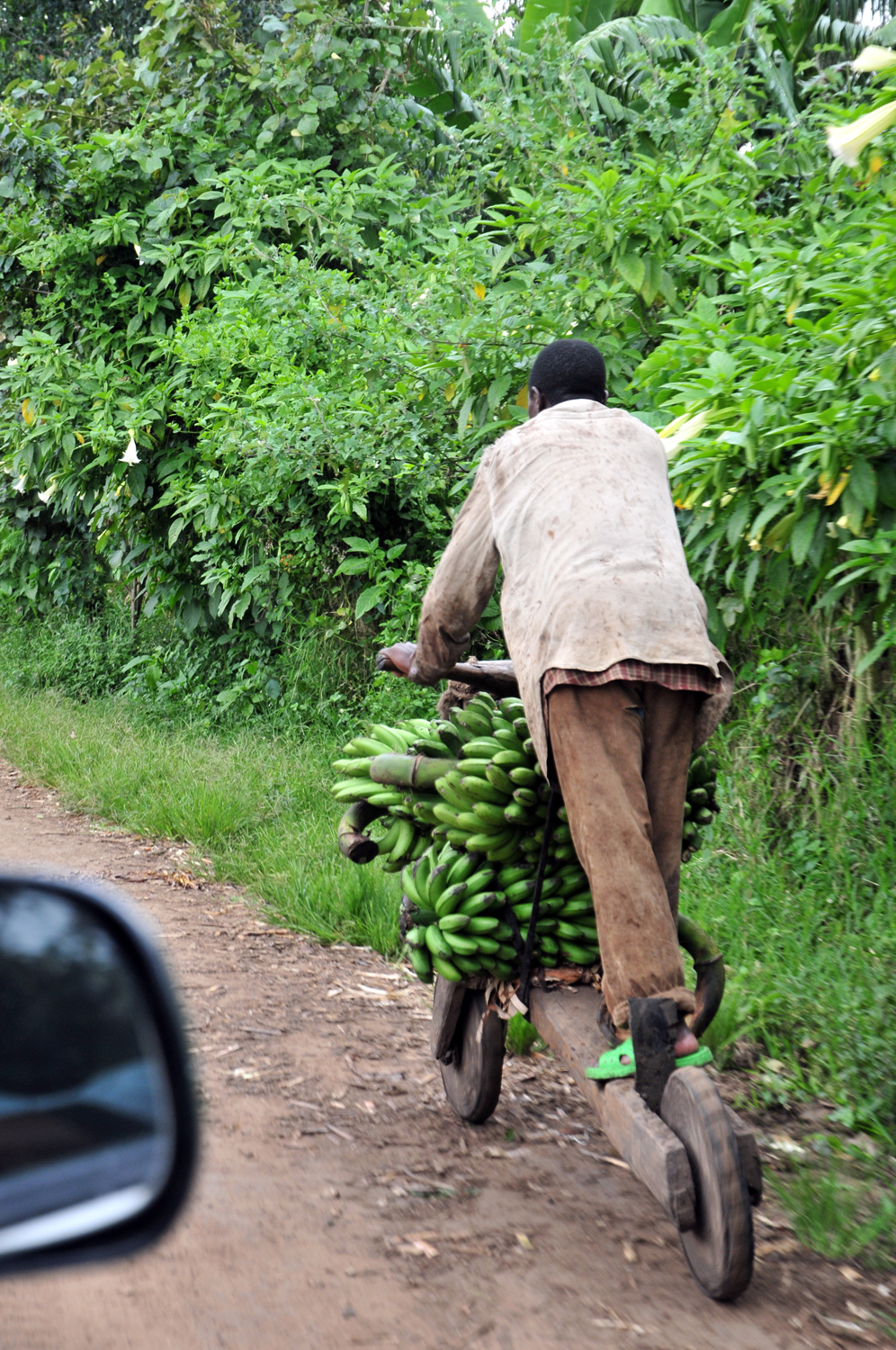
Ein Mann transportiert mit Hilfe eines Chukudu in Nord-Kivu Bananen zum Markt.

Ein Chukudu, auch Tshukudu, ist ein im Osten des Kongo in den 1970er Jahren entwickelter und verwendeter hölzerner Lastenroller, dessen Name die lautmalerische Beschreibung des Fahrgeräusches ist („Chu-ku-du“). Das einem überdimensionalen Tretroller ähnliche Fahrzeug prägt das Straßenbild von Goma. Das unbeladene Fahrzeug wird vom Fahrer mit einem Bein auf ihm kniend durch Abstoßen mit dem anderen Bein vorwärtsbewegt. Mit größerer Beladung muss es ohne Gefälle geschoben werden, die topographischen Verhältnisse erlauben zum Warentransport in die Stadt jedoch meistens ein Bergab-Rollen, bei dem der Fahrer hinter der Ladung auf dem Längsträger steht. Gebremst wird mit einer Klotzbremse am Hinterrad, die mit dem Fuß betätigt wird.

## Herstellung
Das Chukudu wird von Handwerkern im Umland von Goma aus einheimischen Hölzern und wiederverwerteten Teilen angefertigt. Für die Laufflächen der Räder und die simple Bremse am Hinterrad werden zugeschnittene Altreifen verwendet, die Kugellager und Achsen der Räder stammen aus verschrotteten Autos oder Motorrädern. Das Kniekissen auf dem Längsträger ist die Sohle einer ausgedienten Flip-Flop-Sandale.
Die Angaben zur Tragfähigkeit des Chukudu schwanken zwischen 600 und 700 Kilogramm.

## Bedeutung

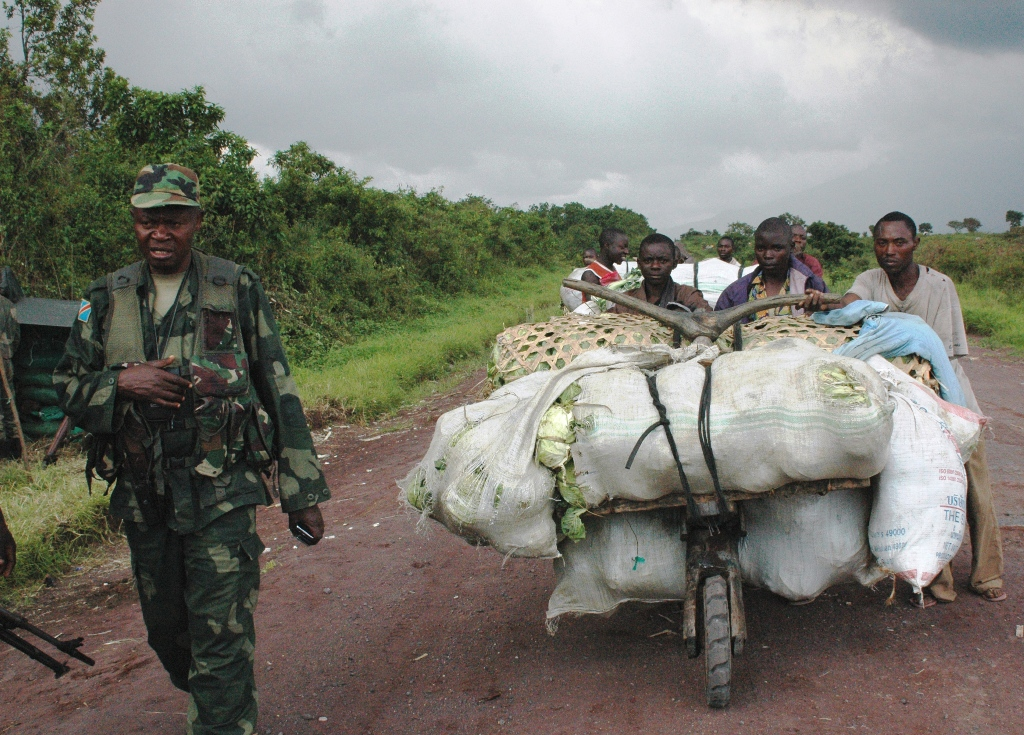
Chukudu nahe Goma an der Grenze zwischen Kongo und Ruanda

Nach traditioneller Arbeitsteilung tragen Frauen im Kongo die schweren Lasten wie Brennholz, Wasser oder Nahrungsmittel. Im bergigen Waldgebiet außerhalb der Stadt Goma kommt das Risiko von Vergewaltigung und Raub durch Rebellen hinzu. Besitzt die Familie ein Chukudu, so übernehmen eher die Männer diese Aufgaben.
Darüber hinaus ist die ökonomische Bedeutung immens. Da zahlreiche Lasten wie Holz oder Bananen aus den umliegenden Bergen bergab in die Stadt gelangen, ist ein sehr rationeller Transport möglich, ohne dass die verhältnismäßig hohen Kosten eines Lkw-Transports anfallen. Ein „Chukudeur“ kann mit Transportdiensten zwischen 10 Dollar und 15 Dollar täglich erzielen, in der armen Region ein sehr guter Verdienst.
Ein Versuch des Bürgermeisters von Goma, die Chukudus aus dem Stadtzentrum zu verbannen, wurde nach Protesten wieder aufgegeben. Inzwischen veranstaltete die UN-Friedenstruppe stattdessen eine mit Preisen versehene „Chukudu-Rallye“.

## Sonstiges
Der Anthropologe und Fotograf Teun Voeten leitete seinen Artikel in der tageszeitung mit den Worten ein: 
„Es scheint aus der Höhlengarage der Familie Feuerstein zu kommen.“